# El triomf del Dia sobre la Nit precedit de l'Aurora
El triomf del Dia sobre la Nit precedit de l'Aurora és un quadre realitzat pel pintor Antoni Caba i Casamitjana. Mesura 158 cm d'alçada i 220 cm d'amplada, i està pintat a l'oli sobre tela. Data de 1882 i es troba al Museu Nacional d'Art de Catalunya, a Barcelona (nº inv. 200004-000).

## Història
Antoni Caba i Casamitjana (Barcelona, 1838-ibídem, 1907) es va formar a l'Escola de Belles Arts de Barcelona —coneguda com a Escola de la Llotja—, on va ser deixeble de Claudi Lorenzale i Pau Milà i Fontanals. Per influència d'aquests pintors els seus inicis artístics van estar marcats pel romanticisme, amb una especial influència del moviment natzarè alemany. El 1858 es va establir a Madrid, on va estudiar a la Reial Acadèmia de Belles Arts de San Fernando amb Federico de Madrazo. També va estudiar un temps a l'École des Beaux-Arts, a París, sota les directrius de Charles Gleyre, qui li va introduir en el corrent academicista conegut com a art pompier. Posteriorment va ampliar estudis de nou a Madrid i a Roma. El 1870 va ingressar com a professor auxiliar a l'Escola de la Llotja, on el 1874 va ser nomenat catedràtic de colorit i composició, i el 1887 director de l'escola, càrrec que va mantenir fins al 1901. A l'Exposició Universal de Barcelona de 1888 va guanyar una medalla d'or. Caba va destacar principalment com a retratista, generalment de personatges de la burgesia i l'aristocràcia, encara que també va practicar la pintura històrica, mitològica i religiosa.
Aquest quadre va ser concebut com un plafó decoratiu per al sostre d'un saló de la torre d'Antoni Maria Brusi i Mataró, marquès de Brusi, a Sant Gervasi de Cassoles. Abans de la seva instal·lació va ser exhibit a la galeria de Francesc Vidal, en el passatge del Crèdit de Barcelona. El 1990 va ser adquirit per l'antiquari Artur Ramon a la germana del marquès de Brusi. Per llavors feia temps que havia estat arrencat del sostre de la seva ubicació original i encolat a una planxa de fusta de 5 mm de gruix. Se li havien aplicat alguns retocs i la superfície estava enfosquida pel temps. Va ser restaurat per Marçal Barrachina, qui ho va netejar lleugerament i va aplicar més cua per reenganxar la tela a la fusta. El gener de 1992 l'obra va ser adquirida pel MNAC a la Sala d'Art Artur Ramon. Llavors se li va realitzar una neteja, durant la qual es van retirar alguns estucs que s'havien afegit al quadre, així com alguns retocs il·lusionistes.

## Descripció

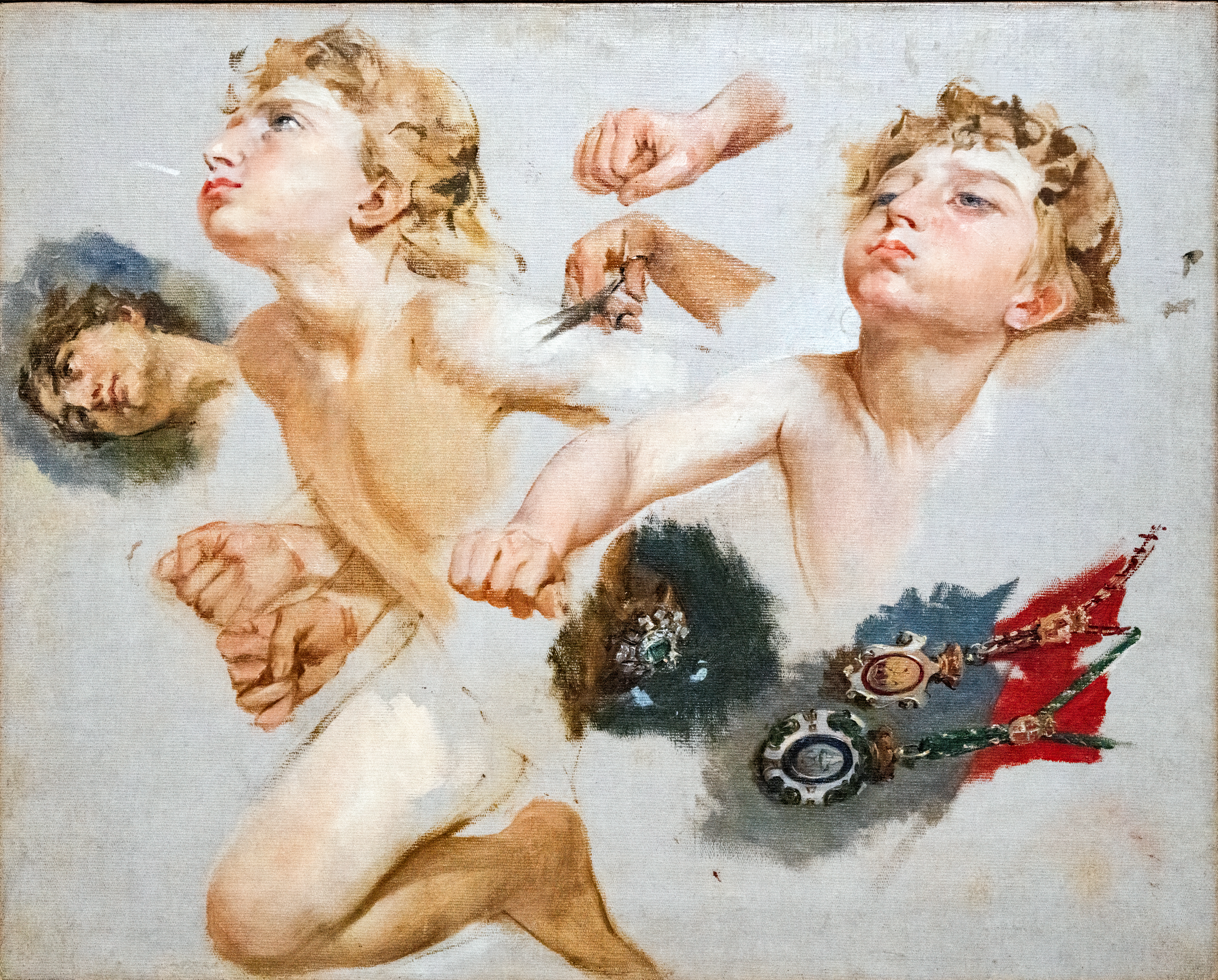
Estudi preparatori de la figura de Zèfir

Es tracta d'un oli sobre tela de forma oval, destinat com a plafó decoratiu d'un sostre amb estucs en relleu com a complement. Malgrat la seva destinació, la perspectiva emprada li permet funcionar també com a quadre de paret. L'obra representa una escena mitològico-al·legòrica, el triomf del Dia sobre la Nit, precedit de l'Aurora, la deessa de l'alba. L'escena està dividida en dues meitats de forma horitzontal: a dalt el dia, ple de lluminositat; a baix la nit, immersa en la foscor. En la part esquerra apareix l'Aurora, una jove rossa vestida amb delicats vels i portant un ram de flors, amb els cabells al vent i girant el cap cap enrere; amb la mà dreta va deixant anar pètals de rosa a l'aire. Sembla volar i l'acció la porta a desplaçar-se cap a davant. Sota aquesta figura es troba un colom blanc.
L'Aurora sembla impulsada per un jove amb ales de papallona que sorgeix d'entre els núvols i expulsa aire amb la boca; es tracta de Zèfir, el déu del vent de l'oest, fill de l'Aurora (Eos en la mitologia grega). En la part central del quadre un altre jove amb ales de papallona, també entre núvols, llança gotes d'aigua amb una petxina que sosté a la mà dreta, mentre que en l'esquerra aguanta una ampolla amb aquest líquid; és la Rosada, el fenomen meteorològic que sol acompanyar l'alba.
En la part dreta apareix el Dia, en forma d'home nu embolicat per un vel vermell que li tapa l'engonal. A la mà dreta porta una torxa de la qual s'escampa la llum del dia. És un jove bell i despreocupat, d'aparença magnificent i moviment àgil i elegant, la llum del qual s'imposa a la foscor de manera natural, sense violència, simplement per la superioritat de la seva condició d'element benefactor de la humanitat. Al seu costat, un ratpenat es contraposa al colom del costat esquerre. Als peus del Dia es troba un amoret tapant-se la cara amb les mans, com enlluernat per la llum de l'alba.
En la part inferior es troba la Nit embolicada entre tenebres, una figura femenina abillada amb un vel blau fosc. Sembla caure del cel i està endormiscada, amb els ulls tancats i el cap recolzat en una mà. Malgrat la seva connotació una miqueta negativa és una jove bella, que sembla caure en un sopor natural acceptant de bona gana la transició horària.

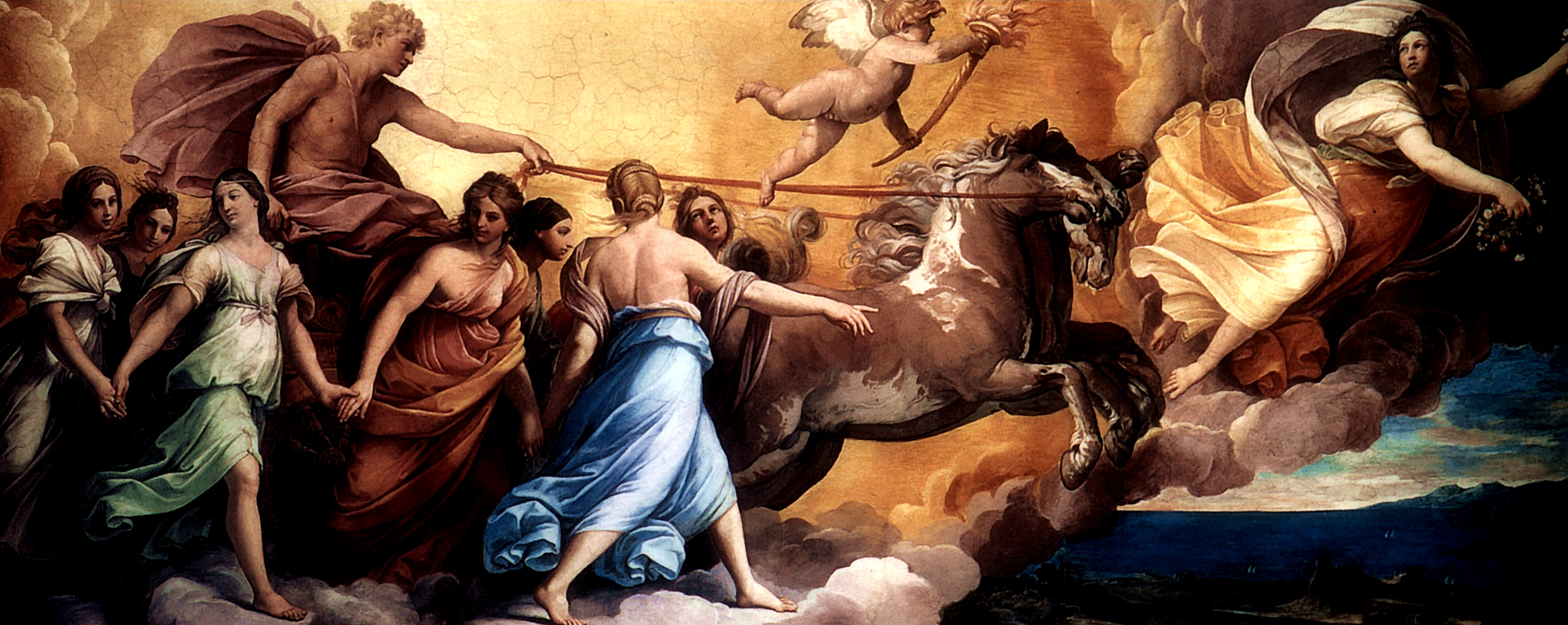
Apol·lo en el seu carro precedit per Aurora (1612-1614), de Guido Reni, Palau Pallavicini-Rospigliosi, Roma. Caba es va inspirar en aquesta obra per a la figura d'Aurora

En aquesta obra l'autor demostra un gran coneixement en composició i cromatisme, no en va eren les seves assignatures com a professor. La gamma de colors i els tons lumínics són molt variats, tal com requereix l'acció representada, amb una subtil transició de tons càlids a freds: en la part esquerra superior el fons és color verd ocre, que va passant al pastís fins a arribar a una franja rosa en el núvol superior; aquest rosa es converteix en violeta fins a desembocar en el blau cel de la zona central, on explota el groc de la llum diürna; finalment, en el costat dret el blau del cel és de to turquesa, més fosc i fred. La figura del Dia destaca per les seves carnacions lluminoses en contrast amb el vermell del vel, d'un to més rosat en la part més propera a la llum. El vel vermell i el cel blau turquesa són els colors més purs de la tela, la resta són gradacions. La part intermèdia està dominada per tons més neutres: ocres, crus, grocs i rosats, que es van degradant cap a la part inferior més fosca, dominada pel blau fosc, ocre, marró i negre.
El tema de l'obra s'engloba en les imatges sobre el cicle de les hores que tant van abundar en l'art medieval i renaixentista. El triomf de la llum sobre les tenebres sempre ha tingut un fort simbolisme tant en mitologia com en religió, és el triomf del bé sobre el mal, del coneixement sobre la ignorància, de la vida sobre la mort. Antoni Caba, bon coneixedor de la fonts clàssiques, es va inspirar en obres del mateix tema realitzades preferentment per artistes barrocs: de Giambattista Tiepolo va emular l'Apol·lo de la sala imperial del palau episcopal de Würzburg; i de Guido Reni va copiar la figura de l'Aurora que aquest artista havia representat al Palau Pallavicini-Rospigliosi de Roma. D'altra banda, Caba també va tenir en compte algunes realitzacions de la seva època, com les figures de l'Aurora, Migdia, Crepuscle i Nit que José de Madrazo va elaborar al Casino de la Reina entre 1817 i 1819 (actualment al Museu del Prado).
L'estil de Caba en aquesta obra, encara que bàsicament academicista, té algun deixi barroquitzant, segurament a causa dels models emprats: els drapejats recorden l'obra de Tiepolo a Würzburg, mentre que les figures de joves amb ales de papallona semblen inspirades en uns gravats elaborats per Tiepolo i els seus fills Giandomenico i Lorenzo, que l'artista posseïa i van ser venuts per la seva vídua a la Junta de Museus de Barcelona.
El quadre està signat A. Caba/1882 a la part esquerra.